# Bythinella viridis
Bythinella viridis is een slakkensoort uit de familie van de Hydrobiidae. De wetenschappelijke naam van de soort is voor het eerst geldig gepubliceerd in 1801 door Poiret.